# Pamela Hamilton
Pamela Mary Hamilton (* um 1958; † im Februar 2008, verheiratete Pamela Mary Wyatt) war eine schottische Badmintonspielerin. 

## Karriere
Pamela Hamilton gewann noch als Junior 1977 zwei Titel bei den Irish Open. Bei der Junioren-Europameisterschaft des gleichen Jahres gewann sie Bronze. 1981 gewann sie ihre ersten beiden Titel bei den schottischen Einzelmeisterschaften, vier weitere folgten bis 1985.

## Sportliche Erfolge
| Saison | Veranstaltung                       | Disziplin   | Platz | Name                            |
| ------ | ----------------------------------- | ----------- | ----- | ------------------------------- |
| 1976   | Schottland: Juniorenmeisterschaften | Dameneinzel | 1     | Pamela Hamilton                 |
| 1977   | Irish Open                          | Mixed       | 1     | John Scott / Pamela Hamilton    |
| 1977   | Irish Open                          | Dameneinzel | 1     | Pamela Hamilton                 |
| 1977   | Schottland: Juniorenmeisterschaften | Dameneinzel | 1     | Pamela Hamilton                 |
| 1977   | Schottland: Juniorenmeisterschaften | Damendoppel | 1     | Pamela Hamilton / Linda Gardner |
| 1977   | Junioren-Europameisterschaft        | Damendoppel | 2     | Pamela Hamilton / Joy Reid      |
| 1981   | Schottland: Einzelmeisterschaften   | Dameneinzel | 1     | Pamela Hamilton                 |
| 1981   | Schottland: Einzelmeisterschaften   | Damendoppel | 1     | Pamela Hamilton / Alison Fulton |
| 1982   | Irish Open                          | Damendoppel | 1     | Pamela Hamilton / Alison Fulton |
| 1982   | Irish Open                          | Dameneinzel | 1     | Pamela Hamilton                 |
| 1982   | Schottland: Einzelmeisterschaften   | Dameneinzel | 1     | Pamela Hamilton                 |
| 1982   | Schottland: Einzelmeisterschaften   | Damendoppel | 1     | Pamela Hamilton / Alison Fulton |
| 1983   | Irish Open                          | Dameneinzel | 1     | Pamela Hamilton                 |
| 1983   | Schottland: Einzelmeisterschaften   | Damendoppel | 1     | Pamela Hamilton / Alison Fulton |
| 1985   | Schottland: Einzelmeisterschaften   | Damendoppel | 1     | Pamela Hamilton / Morag Johnson |